# Gnophos uniformata
Gnophos uniformata är en fjärilsart som beskrevs av Louis Beethoven Prout 1904. Gnophos uniformata ingår i släktet Gnophos och familjen mätare. Inga underarter finns listade i Catalogue of Life.